# Tânia Alves
Tânia Alves (Rio de Janeiro, 12 septembre 1953) est une actrice, danseuse, chanteuse et femme d'affaires brésilienne.

## Filmographie

### Télévision

#### Séries télévisées
- 2011 : Laços de Sangue  : Gardien de prison
- 2017 : Amor Maior  : Graça

- 2023 : Un oeil indiscret  : Vitória